# 筑紫駅列車空襲事件

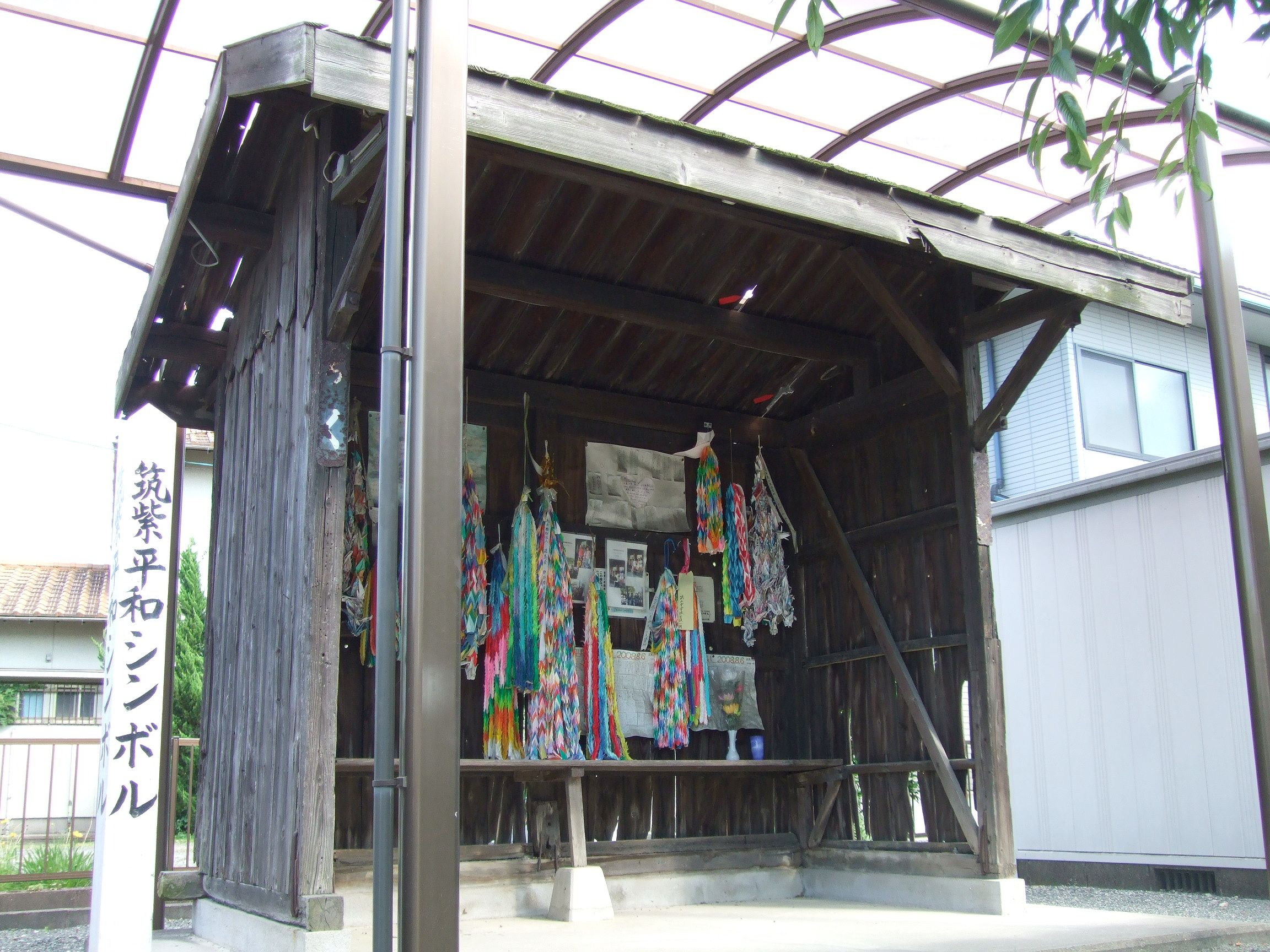
事件当時の筑紫駅の待合室。屋根に機銃掃射による穴が2か所開いているのがわかる

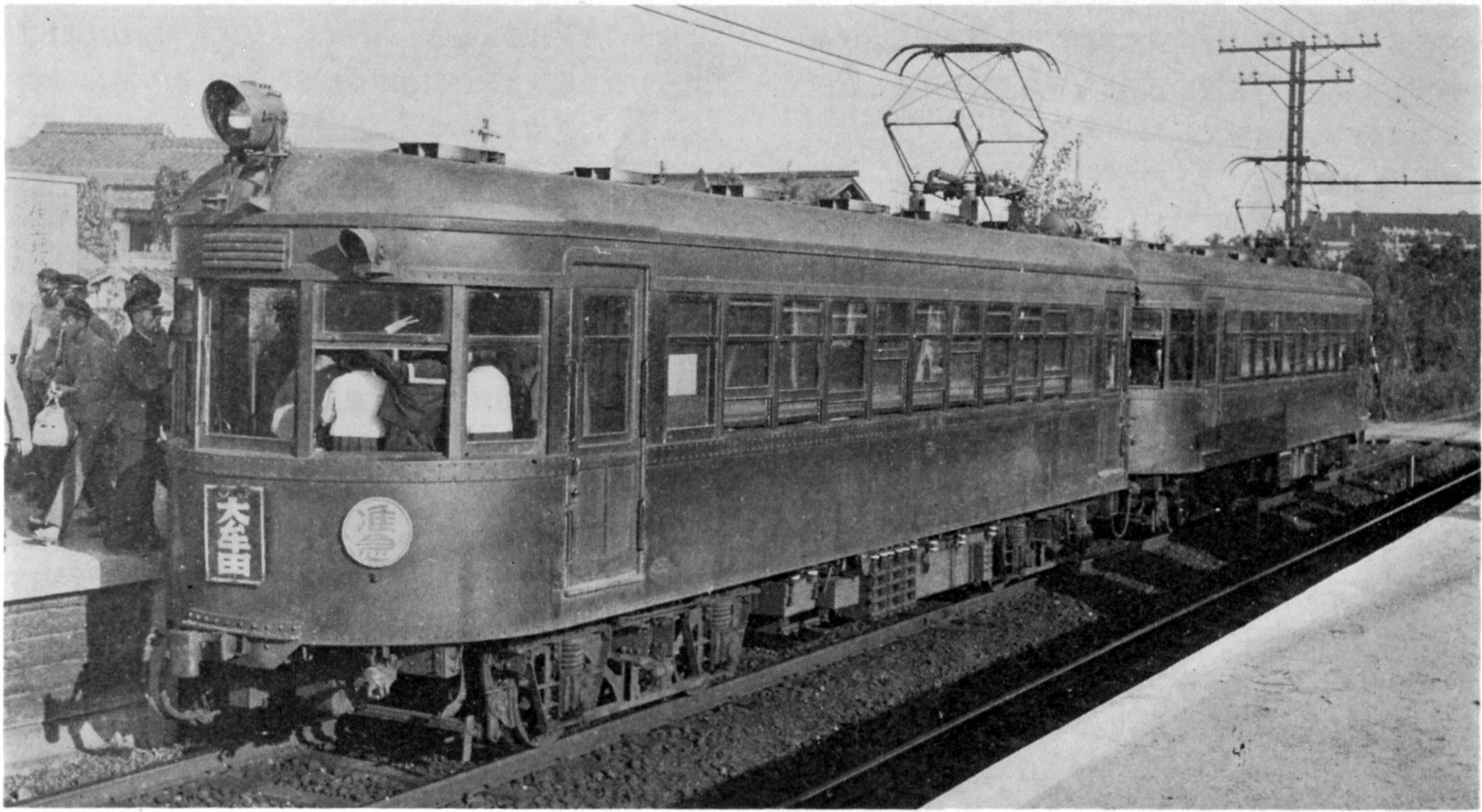
被災車となった西鉄200形（同形車）。1940年(昭和15年)10月、春日原駅にて。

筑紫駅列車空襲事件（ちくしえきれっしゃくうしゅうじけん）は、第二次世界大戦末期の昭和20年（1945年）8月8日午前に、福岡県筑紫郡筑紫村（現：筑紫野市）内の西日本鉄道（西鉄）大牟田線筑紫駅付近で発生した空襲事件である。列車数本に対してアメリカ軍の戦闘機複数が機銃掃射を加え、多数の死傷者が発生した。

## 事件の概略
8月8日、西鉄福岡9時40分発の大牟田行き下り普通列車（100形を使用）には、入営者を中心に200人近い客が乗っており、ほぼ満員の状態であった。途中、空襲警報発令のために1時間停車、筑紫駅には午前11時頃に差し掛かった。ほぼ同じ頃、久留米方面から福岡方面へ向かう上り列車（200形を使用）も筑紫駅に差し掛かっていた。
この2つの列車が、アメリカ軍の戦闘機P-51による機銃掃射を受けた。筑紫駅周辺は田園地帯であり、航空機による攻撃に対して無防備であった。両列車合わせて死者の数は西鉄の資料では64名とされているが、目撃者の聞き取りなどによれば100名以上（もしくは150名以上）とする説もあり、負傷者数は100余名という甚大な被害を受けた。
なお、この日に宮の陣駅でも列車が機銃掃射を受け、数名が負傷している。また、同日に国鉄荒木駅も駅舎および停車中の車両に対して機銃掃射を受けている。
2013年、両列車および荒木駅舎への機銃掃射の様子を戦闘機搭載のガンカメラで撮影したカラー映像が、大分県宇佐市の地域おこし団体である「豊の国宇佐市塾」の手によってアメリカ国立公文書館保管資料の中から発見された。これにより襲撃機がP-51と確定し、また筑紫野市教育委員会がアメリカ国立公文書館から取り寄せた「戦闘詳報」を分析したところ、アメリカ陸軍第340戦闘機中隊所属の12機のP-51によるものであることが判明した。
事件の公式な調査記録は存在せず、遺体収容を行った地元消防団長の記録は火事で焼失、筑紫村役場も1953年の水害で書類が失われている。筑紫野市教育委員会は再調査に乗り出し、2018年に「西鉄筑紫駅列車銃撃事件の記録」をまとめた。

## 遺構
空襲時に筑紫駅のプラットホーム上にあった待合室が1981年に筑紫野市役所筑紫出張所敷地内に移築され保存された。当初は屋外に展示されていたが、2015年に筑紫コミュニティセンター横に建てられた保存施設内に移設されて屋内保存となった。通常はガラス越しでの見学となる。